# Kokylovité
Kokylovité (Lardizabalaceae) je čeleď vyšších dvouděložných rostlin z řádu pryskyřníkotvaré (Ranunculales). Jsou to převážně liány, výjimečně keře se složenými listy a neobvyklými květy. Čeleď zahrnuje asi 50 druhů v 7 rodech a je rozšířena v Asii (zejména v Číně) a v Chile. Dužnaté plody mnohých druhů kokylovitých jsou jedlé, některé druhy mají též význam v medicíně. Akébie jsou pěstovány v České republice jako okrasné liány, dekaisnea je okrasný keř s rozměrnými zpeřenými listy a nápadně modrými plody.

## Popis

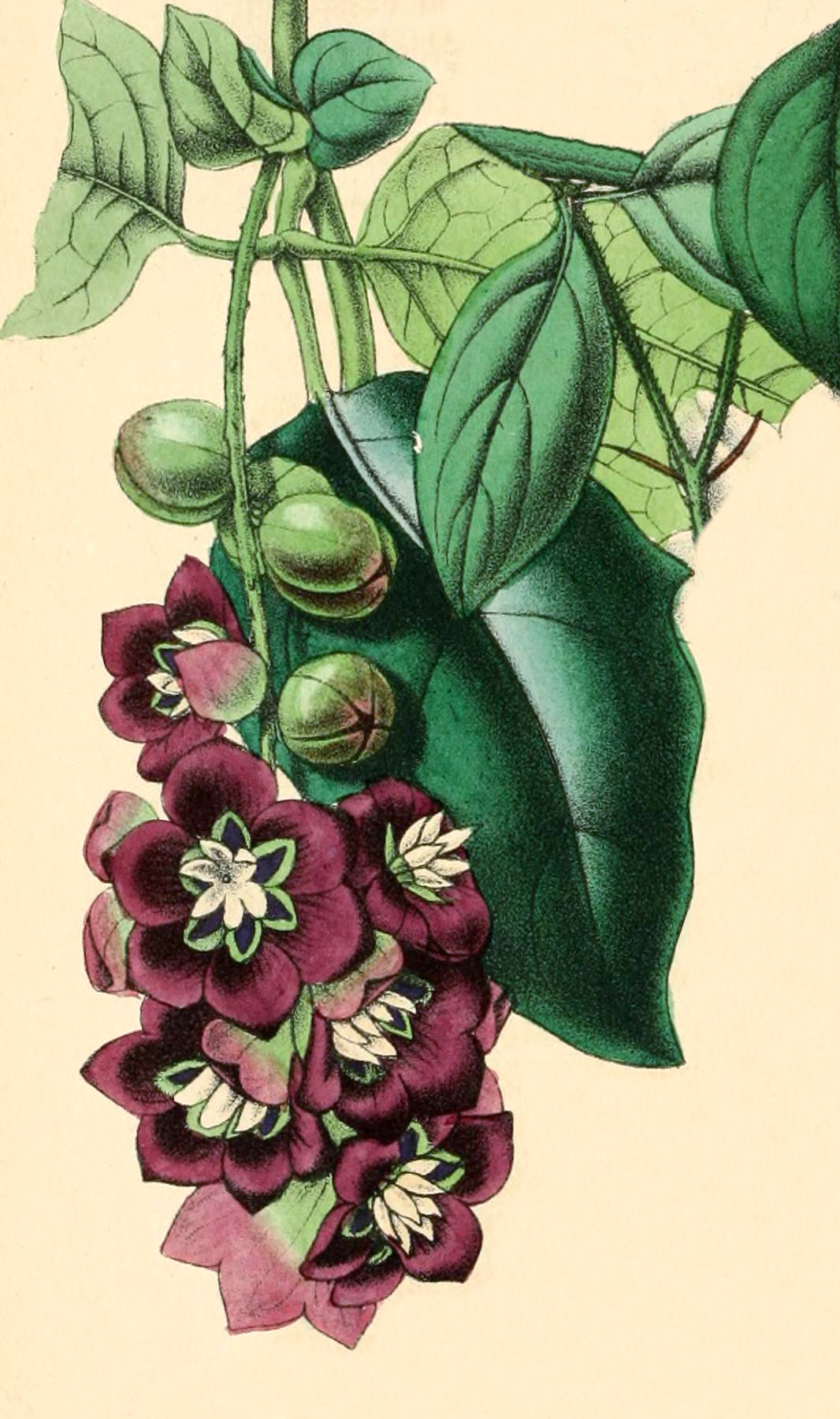
Lardizabala biternata na kresbě z roku 1853

Zástupci čeledi kokylovité jsou jednodomé nebo dvoudomé, dřevnaté liány se střídavými, trojčetnými nebo dlanitě složenými listy, výjimečně keře (dekaisnea) s listy zpeřenými. Řapíky i řapíčky jsou na obou koncích ztlustlé. Palisty chybějí nebo jsou velmi drobné. Rostliny jsou většinou jednodomé, výjimečně dvoudomé. Zimní pupeny jsou velké, kryté 2 až mnoha šupinami. Květy jsou pravidelné, drobné, funkčně jednopohlavné, často vonné, v úžlabních hroznech. Okvětí je rozlišené na kalich a korunu nebo kalichovité. Kalich je složen nejčastěji ze 3 nebo 6 (výjimečně z mnoha) lístků, koruna, je-li přítomna, je nejčastěji tvořena 6 plátky ve 2 kruzích, korunní lístky jsou menší než kališní. V samčích květech je 6 volných nebo do trubičky srostlých tyčinek a drobná nitkovitá pistilodia (zakrnělé pestíky). V samičích květech je 3 až 15 svrchních, volných pestíků obsahujících zpravidla mnoho vajíček (pouze 1 u rodu Sargentodoxa) a 6 zakrnělých tyčinek (staminodií). Blizna je téměř nebo zcela přisedlá. Plodem je mnohosemenný měchýřek nebo bobule. Plody jsou nepukavé nebo pukající jedním švem.

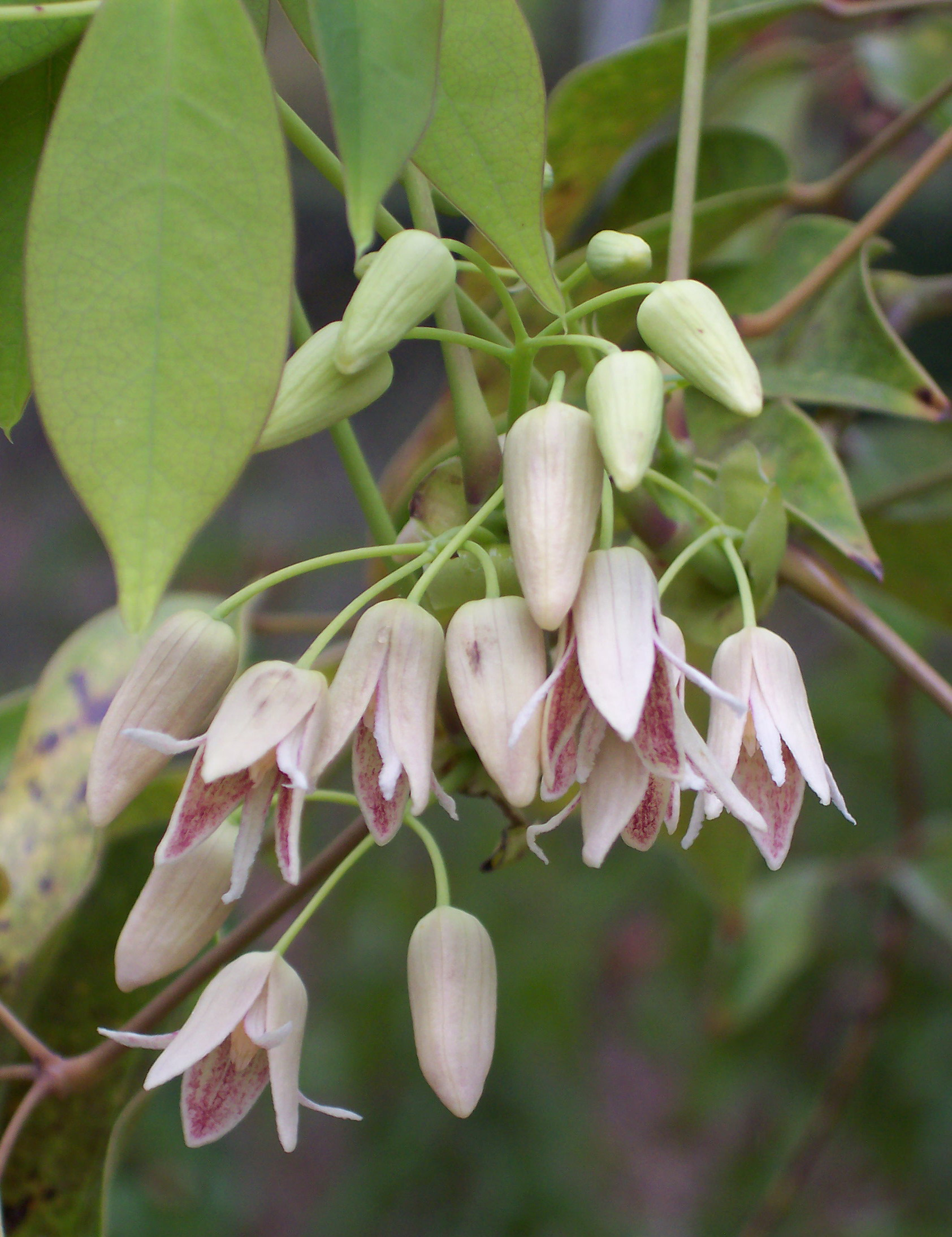
Květenství Stauntonia hexaphylla
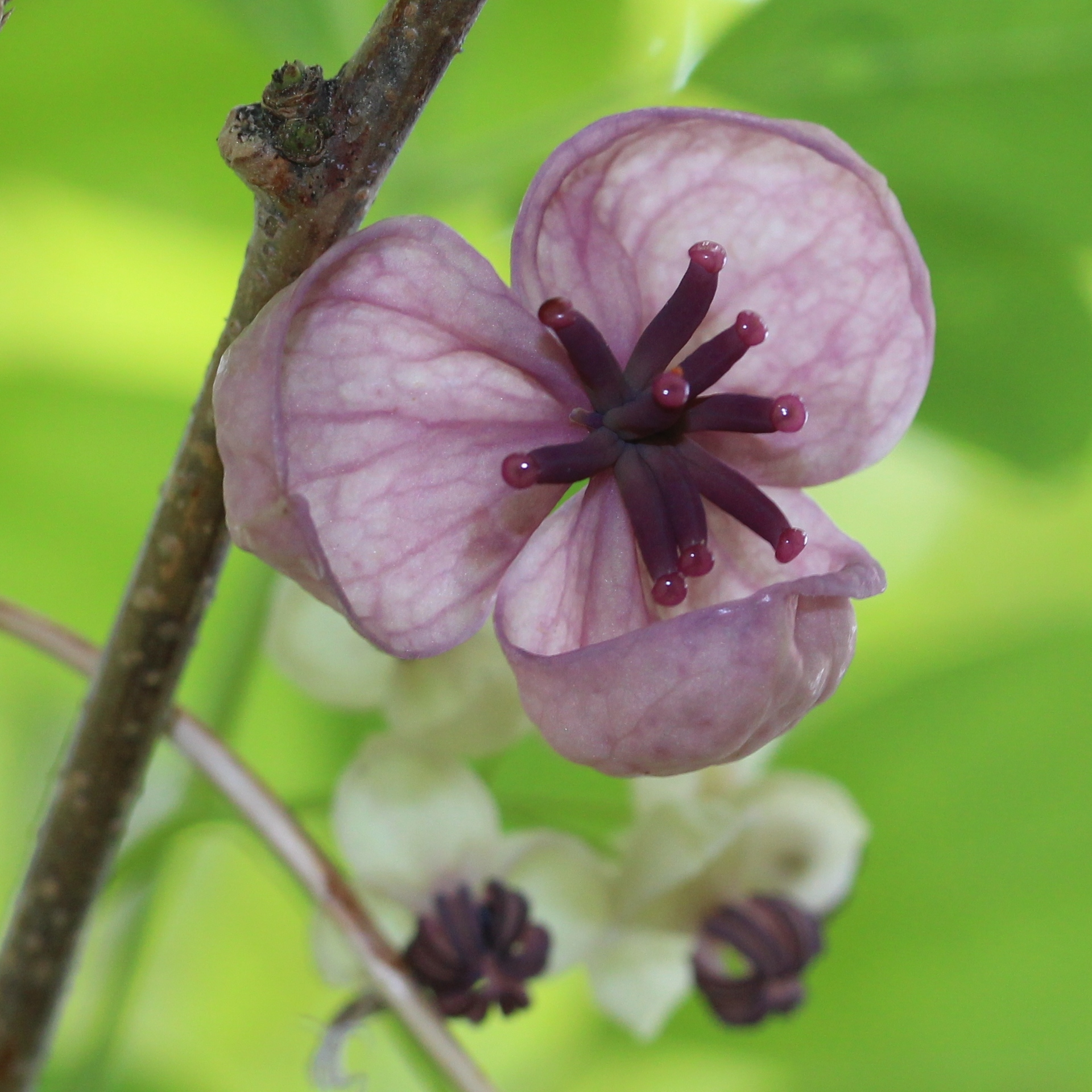
Detail samičího květu akébie pětičetné
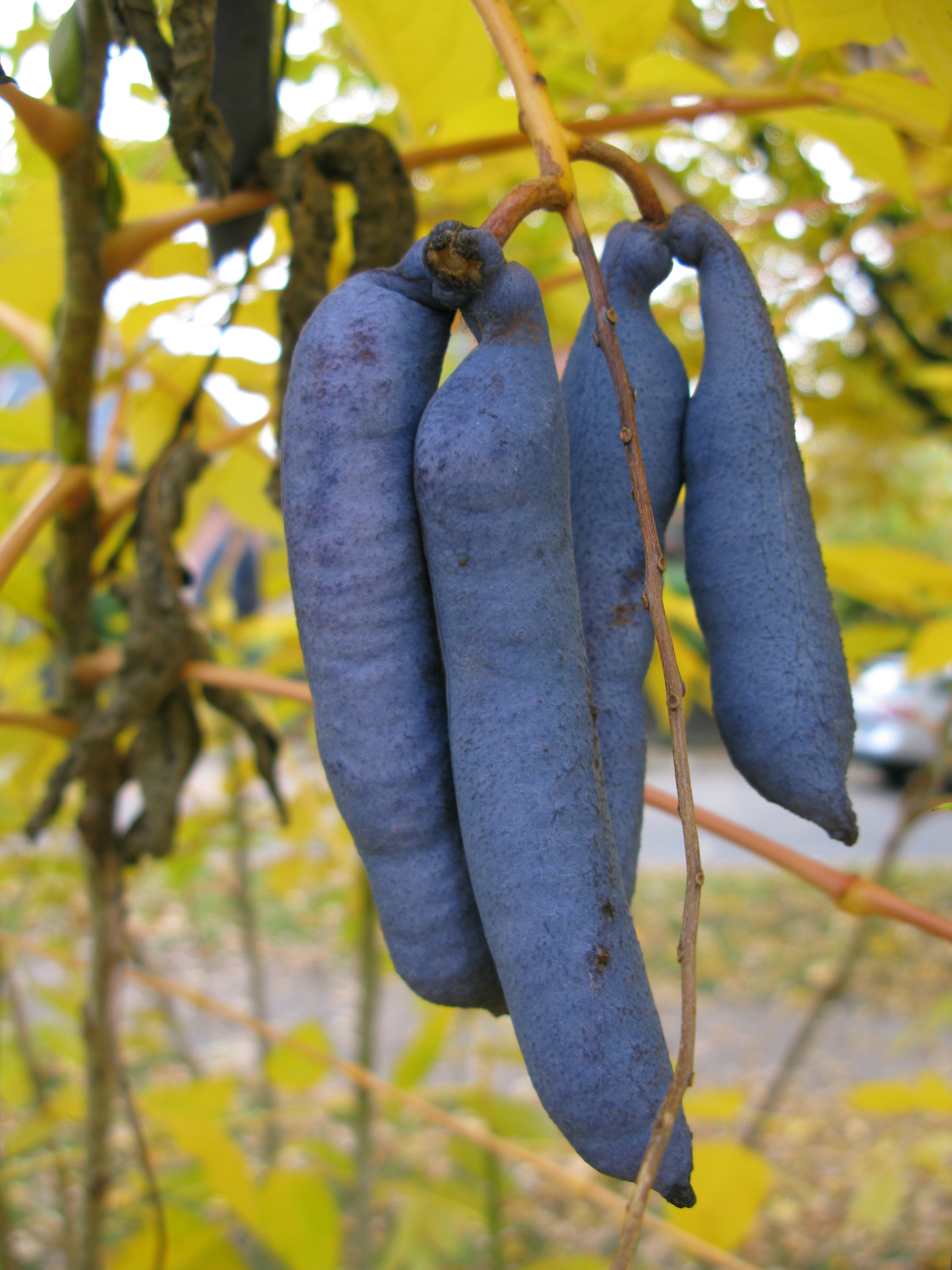
Plody dekaisney Fargesovy

## Rozšíření
Čeleď kokylovité zahrnuje celkem asi 50 druhů v 7 rodech. Největší rody jsou stauntonie (Stauntonia, 28 druhů), akébie (Akebia, 5 druhů) a dekaisnea (Decaisnea, 2 druhy). Všechny ostatní rody jsou monotypické. Areál rozšíření je výrazně disjunktní. Většina druhů se vyskytuje v Asii od Himálaje po Japonsko, druhy kokyl dvoutrojný (Lardizabala biternata) a Boquila trifoliata rostou v Chile. V samotné Číně roste 37 druhů (z toho 25 endemických) a jsou zde zastoupeny všechny asijské rody této čeledi.

## Taxonomie
Čeleď je členěna do dvou podčeledí, Sargentodoxoideae a Lardizabaloideae. Podčeleď Sargentodoxoideae obsahuje jediný druh a některými taxonomy (Cronquist, Dahlgren i Tachtadžjan) byla řazena jako samostatná, monotypická čeleď Sargentodoxaceae. Podle výsledků fylogenetických studií jsou Lardizabalaceae sesterskou větví čeledi Circaeasteraceae.

## Zástupci
- akébie (Akebia)
- dekaisnea (Decaisnea)
- holbélie (Holboellia, syn. Stauntonia)
- kokyl (Lardizabala)
- sinofranchetie (Sinofranchetia)
- stauntonie (Stauntonia)[3][4]

## Význam

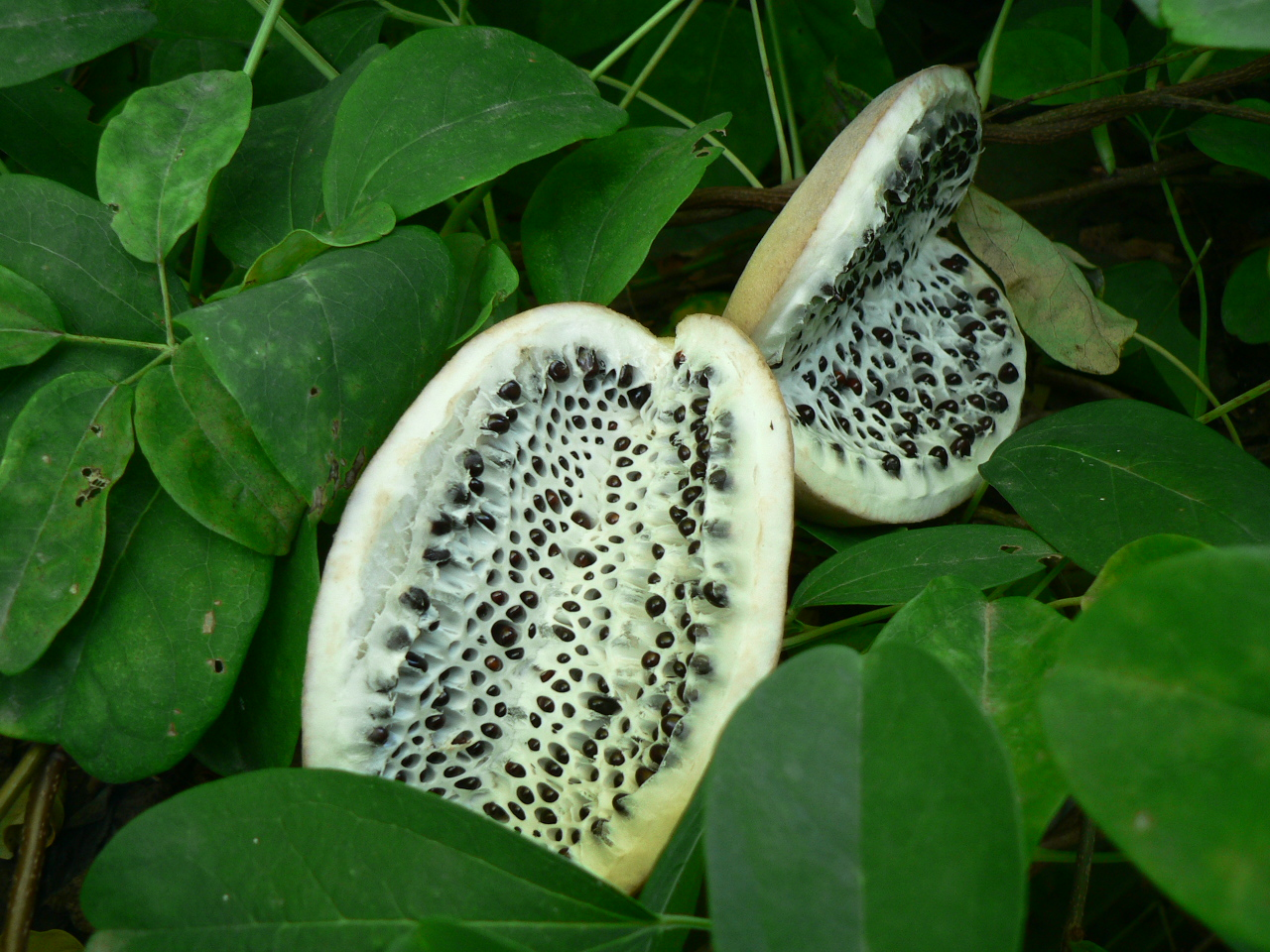
Puklé plody akébie

Řada druhů kokylovitých má jedlé plody: akébie, kokyl dvoutrojný, dekaisnea Fargesova, Holboellia coriacea, Holboellia angustifolia, Boquila trifoliata.
Stonky, kořeny, příp. i plody řady asijských zástupců jsou využívány v medicíně, zejména akébie trojlistá (Akebia trifoliata), akébie pětičetná (A. quinata), Holboellia coriacea, Holboellia angustifolia a Sargentodoxa cuneata
V českých botanických zahradách a arboretech jsou pěstovány různé druhy a kultivary akébií, dekaisnea Fargesova a zřídka i sinofranchetie čínská.

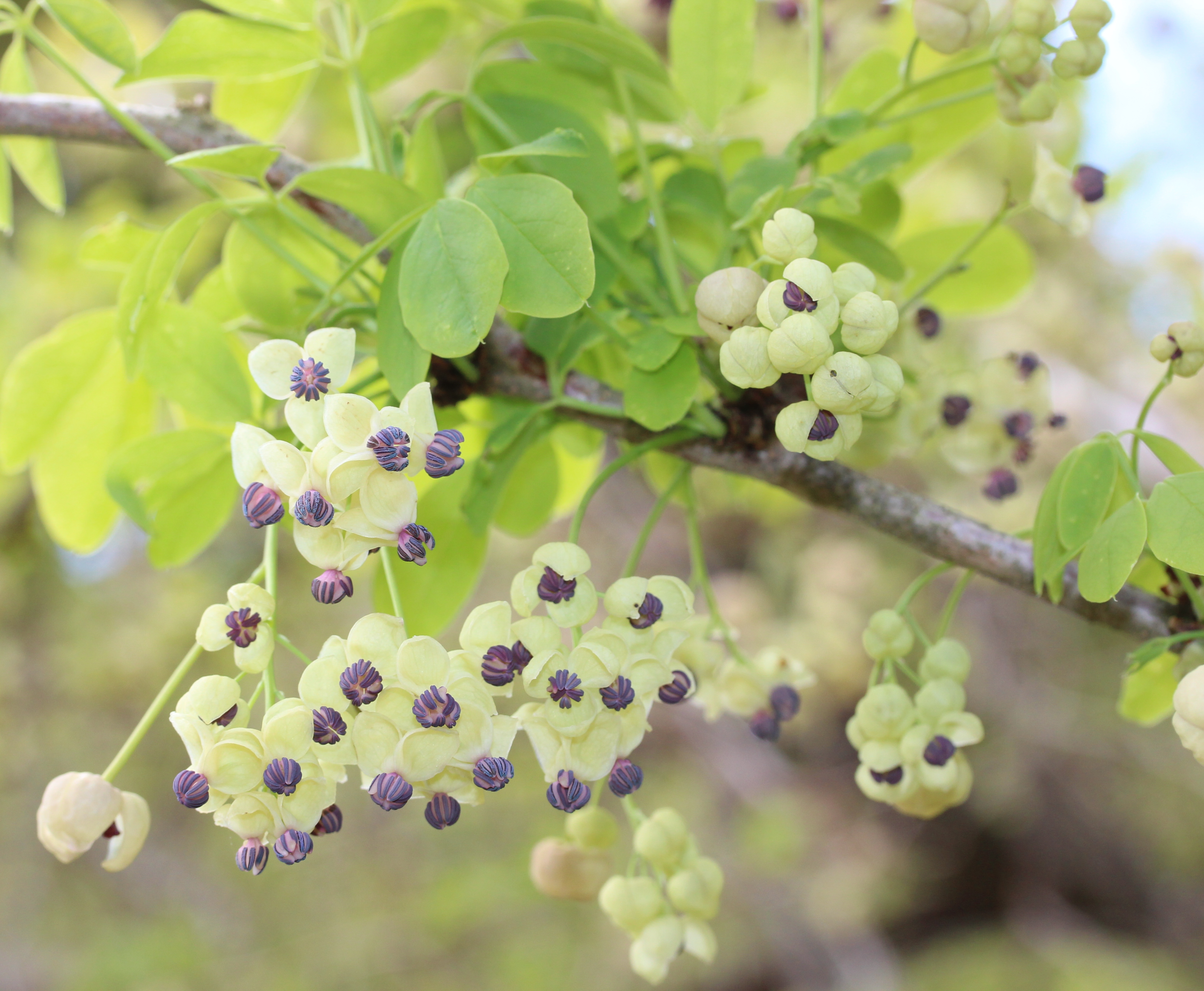
Bělokvětá forma akébie pětičetné
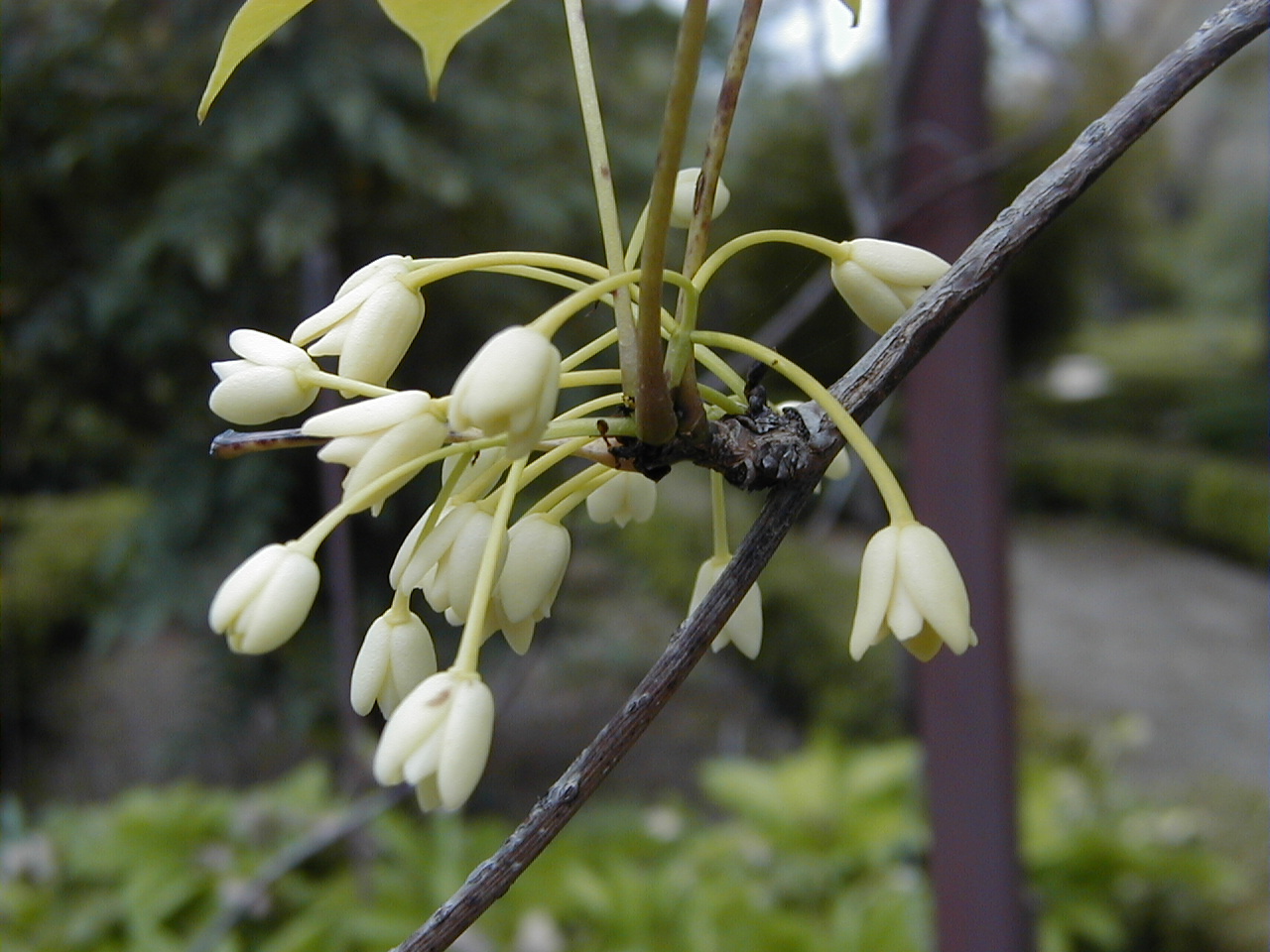
Květenství Holboellia coriacea
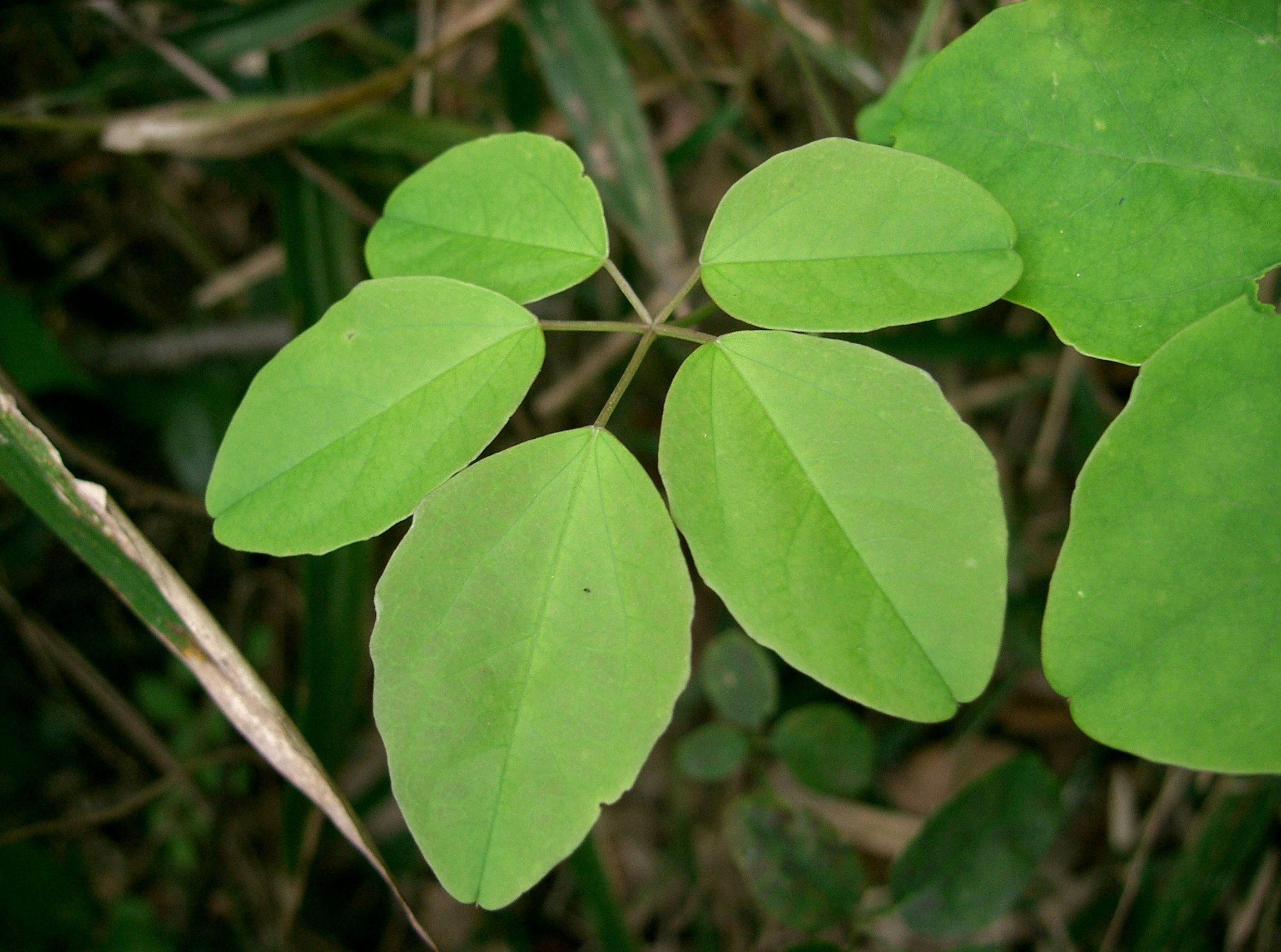
List akébie pětilisté
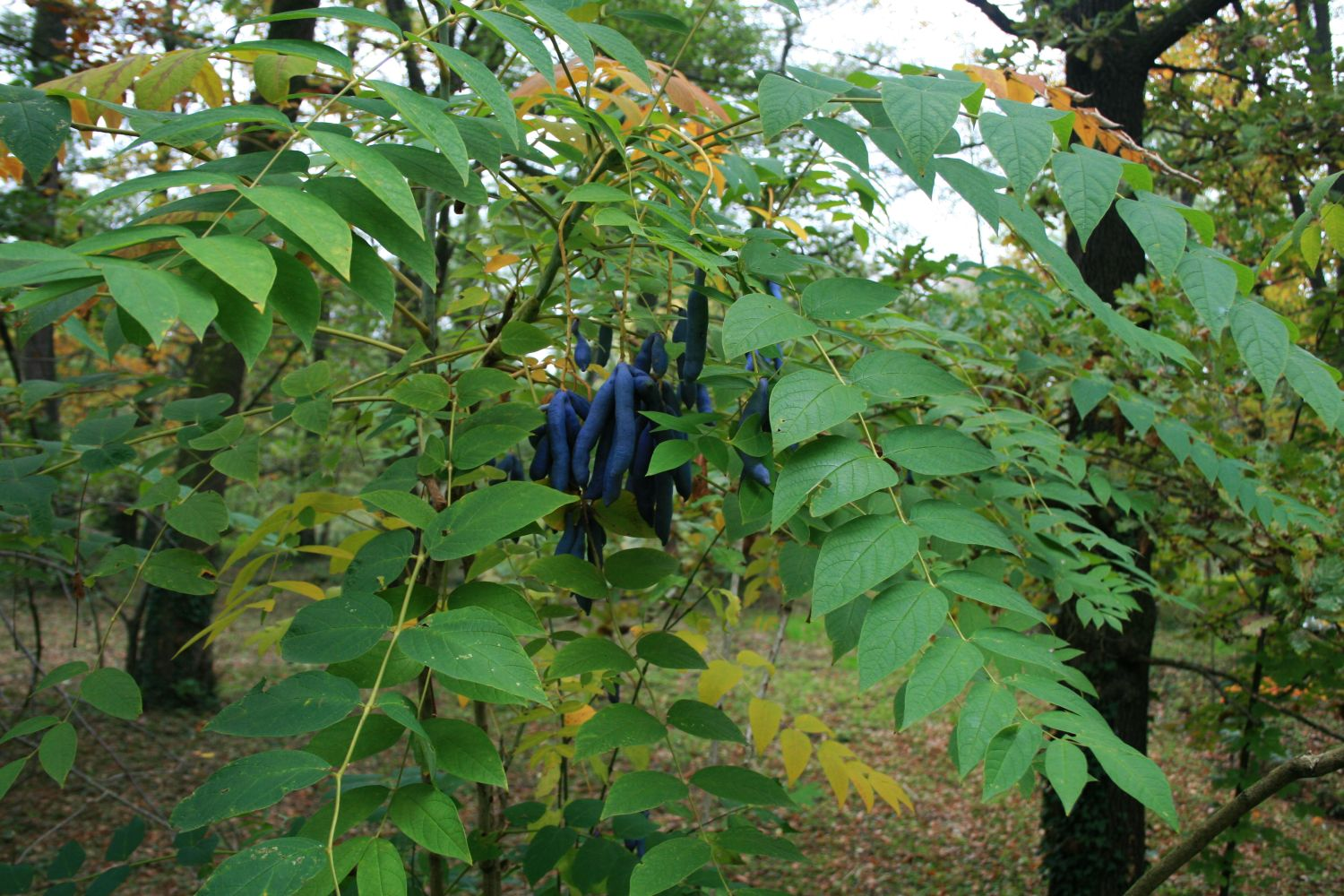
Dekaisnea Fargesova

## Přehled rodů
Akebia, Boquila, Decaisnea, Lardizabala, Sargentodoxa, Sinofranchetia, Stauntonia (včetně Holboellia a Parvatia)